# 断層の世代

日本の人口ピラミッド（世代を注記）

断層の世代（だんそうのせだい）とは日本における世代のひとつ。
一般的に1951年（昭和26年）～1960年（昭和35年）に生まれた世代を指す。人口は約1660万人である。
断層の世代が好消費と呼ばれるようにローンを組んで買い物をするなど消費水準が高かったものの、バブル崩壊後、以降の世代になるにつれて減少していき消費や支出が行われなくなっている。また断層の世代は消費の好みでは自動車やピュアオーディオを筆頭としたAV機器や海外旅行が多かったものの、以降の世代になるにつれてこれらへの関心も減少している。